# Gerd Faltings

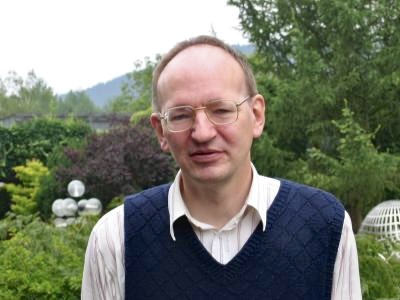
Gerd Faltings

Gerd Faltings (Gelsenkirchen, 28 juli 1954) is een Duits wiskundige die bekend is door zijn werk in de rekenkundige algebraïsche meetkunde. Hij slaagde erin het vermoeden van Mordell te bewijzen.

## Biografie
Faltings werd geboren in het Gelsenkirchense stadsdeel Buer. Van 1972 tot 1978 studeerde hij wiskunde en natuurkunde aan de Universiteit van Münster. In 1978 ontving hij zijn doctoraat in de wiskunde en in 1981 verkreeg hij de venia Legendi (Habilitatie) in de wiskunde, beide aan de Universiteit van Münster. Gedurende deze tijd was hij assistent-professor aan de Universiteit van Münster. Van 1982 tot 1984 was hij hoogleraar aan de Bergische Universität Wuppertal. Daarna was hij hoogleraar aan de Universiteit van Princeton (1985-1994).
Hij werd in 1986 gelauwerd met de Fields-medaille voor zijn bewijs van het vermoeden van Mordell; dit vermoeden stelt dat elke niet-singuliere projectieve kromme van genus g > 1, gedefinieerd over een getallenveld K slechts eindig veel K-rationale punten bevat. Het vermoeden van Mordell heet sedertdien de stelling van Faltings.
Sinds 1995 is hij directeur van het Max-Planck-Institut voor Wiskunde in Bonn. In 1996 ontving hij de Gottfried Wilhelm Leibniz-prijs van de Deutsche Forschungsgemeinschaft, de belangrijkste prijs in de Duitse wetenschap.

## Prijzen
- Fields-medaille (1986)
- Gottfried Wilhelm Leibniz-prijs (1996)
- Cantor-medaille (2017)